# Kvarntjärnen (Stavnäs socken, Värmland)
Kvarntjärnen är en sjö i Arvika kommun i Värmland och ingår i Göta älvs huvudavrinningsområde.